# Département de Chontales
Le département de Chontales (en espagnol : Departamento de Chontales) est un des 15 départements du Nicaragua. Il est étendu sur 6 378 km2 et a une population de 189 871 hab. (estimation 2019). Sa capitale est Juigalpa.

## Géographie
Le département dispose d'une large façade, au sud-ouest et à l'ouest, sur le lac Nicaragua.
Il est en outre limitrophe :
- au nord-ouest et au nord, du département de Boaco ;
- au nord et à l'est, de la région autonome de l'Atlántico Sur ;
- au sud, du département de Río San Juan.

## Municipalités
Le département est subdivisé en 11 municipalités :
- Acoyapa
- Comalapa
- El Coral
- Juigalpa
- La Libertad
- Lóvago
- San Francisco de Cuapa
- San Pedro de Lóvago
- Santo Domingo
- Santo Tomás
- Villa Sandino

## Personnalités liées au département
- Daniel Ortega (1945-), homme politique Nicaraguayen, Président du Nicaragua depuis 2007.